# Wale (Gruzja)
Wale (gruz. ვალე) – miasto w południowo-zachodniej Gruzji przy granicy z Turcją, w regionie Samcche-Dżawachetia.
Miasto leży na prawym brzegu rzeki Pocchowi (dopływy Kury), na zboczach Małego Kaukazu.